# جعبه‌دنده خودکار

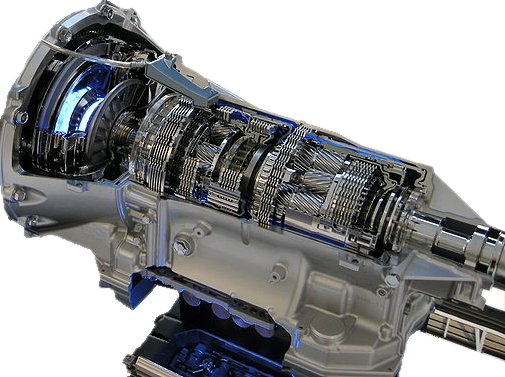
نمای برش‌خوردهٔ یک جعبه‌دندهٔ خودکار ۸ دنده.

جعبه‌دنده‌های خودکار یا جعبه‌دنده‌های اتوماتیک پس از جعبه‌دنده‌های مکانیکی و در جهت رفع مشکلات آن‌ها طراحی شدند. یکی از بزرگ‌ترین مزیت‌های جعبه‌دنده‌های خودکار این است که به‌طور خودکار دنده‌ها را تعویض می‌کند و وظایف راننده را می‌کاهد؛ در نتیجه راننده مجبور نخواهد بود در تعویض دنده‌ها مهارت خاص رانندگی را داشته باشد و تغییر دنده‌های خودرو به شکل خودکار انجام می‌شود. این تعویض دنده‌ها، هماهنگ با مقاومت مسیر و متناسب با وزن، سرعت و موقعیت خودرو به شکلی خودکارانه انجام می‌شود. در جعبه‌دنده‌های معمولی بر اثر سرعت بیش از حد معمول یا عدم هماهنگی بین سرعت چرخ‌دنده‌ها، هنگام درگیر شدن توسط یک راننده غیرماهر باعث فرسایش سریع قطعات خواهد شد، در صورتی که در جعبه‌دنده‌های خودکار راننده به یک اهرم تغییر وضعیت دنده‌ها و پدال گاز احتیاج دارد. مانند فشار دادن به پدال گاز در جعبه‌دندهٔ خودکار، تعویض دنده‌ها به‌طور خودکار انجام می‌شود.

## تاریخچه
گیربکس "کالسکه بدون اسب" که در سال ۱۹۰۴ اختراع شد که به عنوان اولین گیربکس اتوماتیک در صنعت خودروسازی شناخته می شود. این گیربکس که ساخت ایالات متحده بود تنها دو دنده جلو داشت و به شدت مستعد خرابی بود، زیرا نمی‌توانست به خوبی در برابر نیرو های ناشی از تعویض دنده مقاومت کند.
در سال های بعدی اختراع دنده سیاره‌ای گام مهمی در جهت پیشرفت به سمت گیربکس های اتوماتیک مدرن بود. در دهه‌های بعدی کانسپت گیربکس اتوماتیک بیشتر توسعه یافت و در سال ۱۹۳۲ اولین گیربکس اتوماتیک که با روغن هیدرولیک کار می کرد توسط دو مهندس برزیلی اختراع شد. این اختراع چند سال بعد توسط جنرال موتورز تکامل یافت و با نام Hydra-Matic به تولید انبوه رسید. این اختراع پس از جنرال موتورز توسط سایر کمپانی های معروف نیز استفاده شد.
در سال ۱۹۴۸، برای اولین بار بیوک از مبدل گشتاور به جای کوپلینگ سیال استفاده کرد. در سال ۱۹۶۴ نیز جنرال موتورز برای اولین بار گیربکس اتوماتیکی را ساخت که ۵ حالت اصلی دنده (P - R - N - D - L) را داشت. پس از آن، این حالات دنده‌ها به یک استاندارد برای تمامی گیربکس‌ها تبدیل شد.
در طول دهه ۸۰ کم کم تمامی مبدل های گشتاور به لاک آپ کلاچ مجهز شدند و از سوی دیگر واحد های کنترل الکترونیکی (شیر برقی ها) جای کنترل مکانیکی سیستم هیدرولیک گیربکس را گرفتند.
اولین گیربکس ۶ دنده اتوماتیک در سال ۲۰۰۲ توسط شرکت ZF معرفی شد که در BMW سری ۷ و اتاق E65 استفاده شد. یک سال پس از آن نیز مرسدس بنز از یک گیربکس ۷ دنده اتوماتیک در تولیدات خود استفاده کرد. تویوتا نیز در سال های بعدی موفق به تولید گیربکس های ۸، ۹ و ۱۰ دنده اتوماتیک شد.

## انواع جعبه‌دنده‌های خودکار

### جعبه‌دنده نیمه‌خودکار
در این نوع گیربکس‌ها از یک سامانه جعبه‌دنده و کلاچ معمولی استفاده می‌شود با این تفاوت که از یک سری حسگرها، راه‌اندازها و عملگرها استفاده می‌کند. امروزه به دلیل معایب زیاد این نوع جعبه‌دنده‌ها کمتر از آن‌ها استفاده می‌شود.

### گیربکس اتوماتیک AT
گیربکس اتوماتیک یا همان “Automatic Transmission” که به اختصار “AT”(ای تی) نامیده می‌شود، دارای چندین چرخ‌دنده با زبانه‌های مختلف هستند. که تعداد این چرخ‌دنده‌ها، تعداد دنده‌های یک خودرو را مشخص می‌کند که معمولا در خودروهای شهری بین ۴ تا ۶ دنده است.
با وجود اینکه گیربکس اتوماتیک مختلفی مانند DCT یا CVT در بازار وجود دارد اما AT به دلیل عملکرد بدون نقص و فوق‌‌العاده‌ای که دارد توانسته محبوبیت زیادی را در میان کمپانی‌های مختلف خودروسازی پیدا کند. در این مدل گیربکس تعویض دنده به صورت اتوماتیک انجام می‌گیرد و هیچ پدالی در کابین خودرو وجود ندارد. به جای دنده‌های مختلفی که در جعبه دنده‌های دستی نصب شده است، در AT چندین حالت مختلف رانندگی وجود دارد که صرفاً با فشار دادن ترمز می‌توان آن‌ها را جا به جا کنید. با بالا رفتن سرعت خودرو، سرعت دنده به بالاتر تغییر خواهد یافت و این کار به دلیل فشار روغن کنترل شده انجام می‌گیرد و همچنین با پایین آمدن سرعت خودرو جعبه دنده به دنده پایین‌تر باز می‌گردد. در صورت متوقف شدن خودرو نیز جعبه‌دنده به پایین‌ترین دنده می‌رسد. جهت متوقف کردن خودرو لازم است که ترمز را نگه دارید یا باید خودرو را روی حالت خلاص قرار دهید. گیربکس اتوماتیک at مانند جعبه‌دنده‌ی دستی دنده‌های ثابتی دارد که می‌توان آن‌ها را تغییر داد. در این جعبه‌دنده اتوماتیک اتصال قطعات با محورهای تعیین شده بر روی سیستم سیاره‌ای آن تغییر مکان می‌دهد. این جابجایی خودکار توسط تکنولوژی هیدرولیک انجام می‌گیرد.

### جعبه‌دنده‌های متغیر پیوسته (CVT)
در این نوع جعبه‌دنده‌ها به‌جای سامانه سنتی دنده‌ها از دو پولی و یک تسمهٔ زنجیری استفاده می‌شود که باعث ایجاد نسبت دنده‌های بی‌نهایت می‌شود که در نتیجه باعث حذف شدن زمان مکث بین دنده‌ها و بازده حداکثر می‌شود.
CVT یا سی وی تی مخفف شده‌ی کلمه‌ی Continuously Variable Transmission به معنای معنای سيستم انتقال قدرت متغير است. این نوع گیربکس در سال ۱۹۸۶ به ثبت رسیدند و در اوایل سال ۲۰۰۰ به بازار ژاپن پیشنهاد شد. در همان زمان خودروسازانی مانند نیسان و بعد آئودی و میتسوبیشی استقبال خوبی از این نوع گیربکس‌ها کردند. گیربکس‌های Cvt دیگر اجزایی مانند چرخ‌دنده‌های خورشیدی و دنده‌های فیزیکی ندارند. و تمام مسئولیت‌ها توسط سه اجزا انجام می‌شود:
- پولی ورودی (محرک)
- پولی خروجی (متحرک)
- تسمه مخصوص از جنس فلز یا پلاستیک

گیربکس CVT به موتور خودرو اجازه می‌دهد تا با طیف وسیعی از سرعت‌های مختلف خودرو، با بیشترین چرخش در دقیقه کار کند. به همین دلیل انتقال CVT برای زمانی که می‌خواهید حداکثر راندمان سوخت را تضمین کنید، مناسب است.

### جعبه‌دنده‌های با کلاچ دوبل (DCT)
جعبه‌دنده‌ی دو کلاچه که از این به‌بعد در قالب DCT به آن اشاره می‌کنیم، در اصل یک نوع گیربکس اتوماتیک است که از دو کلاچ مختلف استفاده می‌کند و دربین علاقه‌مندان دنیای خودرو به گیربکس نیمه اتوماتیک، دستی بدون کلاچ و دستی خودکار هم معروف است. هر کلاچ در این سیستم به دنده‌های زوج و فرد متصل شده است؛ به‌همین خاطر می‌توان عملکرد آن را در قالب طرحی متفاوت از ترکیب دو گیربکس دستی هم تعریف کرد. در بیشتر این نوع گیربکس‌ها امکان تعویض دنده‌ی دستی بدون کلاچ هم وجود دارد که به‌همین خاطر گاهی به‌آن نیمه اتوماتیک هم گفته می‌شود. گیربکس DCT توسط مهندسی فرانسوی، ادولف گکرس قبل از جنگ جهانی دوم اختراع شد ولی هیچوقت نمونه‌ی کامل اختراعی آن در خودرو استفاده نشد. اولین نمونه‌ی کامل توسط هری وبستر، مهندس بریتانیایی در شرکت اتوموتیو پروداکتس (Automotive Products) روی مدل‌هایی چون نسل اول فورد فیستا، فورد رنجر و پژو 205 در اوایل دهه‌ی ۱۹۸۰، سوار شد. پس از این مهندسان پورشه و آئودی نمونه‌های مخصوص به خود را در خودروهای مسابقه‌ای استفاده کردند. گیربکس دوکلاچه‌ی پورشه موسوم به PDK در مدل‌های 956 و 962C نصب شده بود. پس از این فولکس‌واگن با نسل چهارم هاچ‌بک گلف نسخه‌ی R32 اولین خودروی جاده‌ای مجهز به گیربکس DCT را عرضه کرد. تا به‌امروز، فولکس واگن و فورد بزرگ‌ترین خودروسازانی بوده‌اند که از گیربکس DCT در محصولات خود استفاده کرده‌اند.
برای توضیح عملکرد گیربکس DCT اول باید به گیربکس دستی نگاهی بیاندازیم. در جعبه‌دنده‌های دستی راننده برای تعویض به دنده‌ی بالاتر، پایین‌تر یا عقب ابتدا باید پدال کلاچ را فشار دهد. با این‌کار، ارتباط بین پیشرانه و گیربکس و درواقع جریان قدرت قطع می‌شود. پس از فشردن پدال کلاچ، با استفاده از دسته‌دنده، تعویض دنده انجام می‌شود؛ در این زمان یک طوقه‌ی دندانه‌دار از یک چرخ‌دنده به‌سمت چرخ‌دنده‌ای با ابعاد متفاوت حرکت می‌کند. اجزایی موسوم به سینکرونایزرها (Synchronizer) قبل از ساییده شدن چرخ‌دنده‌ها به‌هم، آن‌ها را به‌صورت هماهنگ درگیر می‌کنند. پس اتصال طوقه با چرخ‌دنده‌ی جدید که با حرکت دادن دسته‌دنده اتفاق می‌افتد، پدال کلاچ رها می‌شود تا دوباره ارتباط بین پیشرانه و گیربکس برقرار و انتقال قدرت به چرخ‌ها انجام شود. همانطور که مشخص است، در گیربکس‌های سنتی دستی، جریان انتقال قدرت دائمی نیست و به‌صورت فعال،غیرفعال و فعال انجام می‌گیرد. این فرآیند باعث پدیده‌ای موسوم به اختلال گشتاور و  تکان محسوس خودرو در هنگام تعویض دنده‌ می‌شود.
در گیربکس‌های DCT، دوکلاچ موجود در سیستم توسط ابزار الکترونیکی و هیدرولیکی و بدون دخالت راننده کار می‌کنند. در این حالت DCT یک گیربکس خودکار است اما برخلاف نوه مرسوم اتوماتیک، کلاچ‌های آن مستقل هستند. برای مثال در یک خودروی مجهز به جعبه‌دنده‌ی ۶ سرعته‌ی DCT، یک کلاچ با دنده‌های ۲،۴ و ۶ و کلاچ دیگر با دنده‌های اول، سوم، پنجم و عقب درگیر است. این طرح باعث می‌شود که خبری از اختلال ارتباط بین پیشرانه و گیربکس نباشد. برخلاف گیربکس‌های دستی که تمام دنده‌ها در یک شفت یا لنگ قرار گرفته‌اند، در DCT دنده‌های زوج و فرد روی دو شفت با طرح هم‌مرکز جاخوش کرده‌اند. کلاچ بزرگ‌تربا دنده‌های زوج و کلاچ کوچک‌تر با دنده‌های فرد در ارتباط است؛ به‌همین دلیل است که اختلالی در انتقال قدرت انجام نمی‌شود و تعویض دنده در سرعت بالا صورت می‌پذیرد. تفاوت دیگر DCT با گیربکس‌ها اتوماتیک، نبود مبدل گشتاور در آن است. گیربکس‌های DCT از کلاچ‌های چندصفحه‌ای خیس یا دو کلاچ یک صفحه‌ای خشک استفاده می‌کنند. در نوع خیس، سیال موجود از ایجاد حرارت و اصطکاک زیاد جلوگیری می‌کند. در این طرح گیربکس توانایی مدیریت گشتاورهای بالاتر از ۳۵۰ نیوتن‌متر را دارد. از طرفی در نوع خشک، نهایت گشتاور به ۲۵۰ نیوتن‌متر محدود است، اما مصرف سوخت بسیار بهینه‌تر خواهد بود. نوع خیس در خودروهای پرفورمنس و قدرتمند و نوع خشک در مدل‌های شهری و اقتصادی استفاده می‌شود.

#### ویژگی‌های مثبت و منفی
یکی از بهترین مزیت‌های گیربکس‌های DCT، تجربه‌ی رانندگی لذت‌بخش است. علاوه بر تعویص دنده‌ی سریع و اتوماتیک، امکان تغییر آن به‌حالت نیمه‌خودکار هم وجود دارد تا مانند بازی‌های ویدئویی با فشار پدال‌های پشت فرمان به‌راحتی دنده تعویض شود. میانگین تعویض دنده‌ حدود ۸ میلی‌ثانیه است که از هر نوع دیگر گیربکس سریع‌تر است. شتاب‌گیری با خودروهای مجهز به DCT بسیار لذت‌بخش و بدون تکان شدید است که سواری را برای تمام سرنشینان، راحت‌تر می‌کند. اما شاید جذاب‌ترین مزیت آن برای خریداران خودرو، مصرف سوخت بهینه‌تر باشد. به‌دلیل اینکه جریان انتقال قدرت در خودروهای مجهز به DCT مداوم است، مصرف سوخت به‌طور قابل‌توجهی کمتر شده است. درواقع یک گیربکس ۶ سرعته‌ی DCT در برابر نوع دستی ۵ سرعته، حدود ۱۰ درصد سوخت کمتری مصرف می‌کند. سرعت بالای تعویض‌دنده، امکان انتخاب بین حالت تمام خودکار و نیمه‌خودکار و مصرف سوخت بهتر از برتری‌های منحصربه‌فرد گیربکس‌های DCT است. نکته‌ی منفی DCT را می‌توان در قیمت بالاتر ساخت و تعمیر و پیچیدگی بیشتر خلاصه کرد. بسیاری از خودروسازان مانند فولس‌واگن، لامبورگینی، کیا، بی‌ام‌و، بی‌وای‌دی، چری، مرسدس‌بنز، فراری، آلفارومئو، کرایسلر، هوندا، جنرال موتورز، هیوندای، نیسان، میتسوبیشی، رنو و ... از این نوع گیربکس در محصولات متنوع خود استفاده می‌کنند.
به‌دلیل هزینه‌ی بالاتر DCT، بسیاری از خودروسازان به‌دنبال نوع ارزان‌تر گیربکس اتوماتیک هستند. معروف‌ترین آن‌ها را می‌توان گیربکس‌های متغیر پیوسته (Continuously Variable Transmission) یا CVT دانست. گیربکس‌های CVT مصرف سوخت بهینه و سواری راحت‌تر را ممکن می‌کنند اما توانایی مدیریت گشتاورهای بالا و ترمز موتور را ندارند؛ به‌همین دلیل است که بیشتر خودروهای خانوادگی، اقتصادی و شهری از این نوع گیربکس استفاده می‌کنند و مدل‌های آف‌رود، اسپرت و سوپراسپرت به نوع دیگری مجهز هستند.

### جعبه‌دنده‌های تعویض مستقیم (DST)
تیپ‌ترونیک (Tiptronic)

## اجزاء
1. مبدل گشتاور (Torque Converter)
2. مجموعه کلاچ‌های چند صفحه‌ای
3. مجموعه خورشیدی یا سیاره‌ای
4. شفت خروجی گیربکس

### مبدل گشتاور (Torque Converter)
این قسمت متشکل از یک پمپ (پره)، یک توربین و یک پرهٔ میانی است. این سه قسمت درون یک محفظهٔ بسته با سیال هیدرولیک (روغن هیدرولیک) قرار گرفته‌اند. در مرحلهٔ اول پمپ که به فلایویل متصل است و هم دور با فلایویل چرخش می‌کند. با حرکت پمپ، توربین به چرخش در می‌آید. در این‌جا از یک پرهٔ میانی استفاده شده‌است (استاتور دارای کلاچ یک‌طرفه) تا مانع بازگشت گشتاور ارسالی توربین به مرکز آن شود.

### مجموعه کلاچ‌های چند صفحه‌ای
در این قسمت از چندین کلاچ و دیسک کلاچ استفاده شده‌است که دارای دندهٔ داخلی و خارجی هستند. این مجموعه برای درگیری شفت ورودی با مجموعه استفاده شده‌است. با درگیری این مجموعه ارتباط بین شفت ورودی و مجموعهٔ سیاره‌ای برقرار می‌شود. دقیق تر اینکه این نوع کلاچ شامل چندین صفحه کلاچ است که در داخل یک کاسه کلاچ قرار دارند.نیمی از این صفحه ها از آهن می باشند که دنده هایی در محیط خارجی خود دارند که به داخل کاسه درگیر می شوند و نیم دیگر صفحه های فیبری که دنده هایی در محیط داخلی خود دارندکه با شفت درگیرند. پیستونی در داخل صفحه کلاچ قرار دارد که با فشار صفحه روغن به کار می افتد و در زمان مورد نیاز با فشار روغن پیستون مورد نظر صفحه های داخل کاسه را به هم می فشارد و باعث یکپارجه شدن صفحه ها و نهایتا شفت و کاسه میگردد و زمانیکه فشار روغن در زیر پیستون نباشد صفحه ها آزاد شده و این یکپارچگی از بین می رود و شفت آزاد بدون صفحه کلاچ می گردد. منبع

### کلاچ های یک طرفه(جغجغه):
کلاچ های یک طرفه یا اسپراک وسیله ای است که با کمک آن وسیله ای دیگر ماننده دنده یا شافت در یک جهت قفل ودر جهت دیگر آزاد و به صورت هرز میچرخد. به طور مثال عملکرد خودروی دوچرخه ، درحالی که پدالها میتوانند چرخ را به حرکت در آورند چرخ دوچرخه قادر به گرداندن پدال نمیشود و نتیجتا در دوچرخه سواری شما میتوانید هر وقت که مایلید پدال نزنید و یا در حین پدال را نگه دارید و یا بر عکس پدال بزنید بدون اینکه در حرکت دوچرخه اختلالی ایجاد شود. در گیربکس اتوماتیک معمولا از اسپراک در دنده یک بیشتر از سایر دنده ها استفاده میشود زمانی که اتومبیل از ابتدا به ساکن شروع به حرکت میکند گیربکس با دنده یک است و اگر دقت کرده باشید اگر در این حالت پدال گاز را رها کنید اتومبیل مانند دنده خلاص به سمت جلو حرکت میکند حال اگر با دنده Low یا L حرکت کنید در شروع حرکت دنده همان یک است اما اگر پا را از روی پدال گاز بردارید مانند اتومبیل دارای جعبه دنده معمولی ترمز موتور را احساس خواهید کرد این عمل از خصوصیات بارز اسپراک است که در گیربکس های اتوماتیک باعث نرم تر شدن رانندگی میشود وبا اضافه کردن یک باند یا کلاچ میتوان اسپراک را حذف و از موتور در زمانیکه لازم است استفاده کنید. منبع

### مجموعهٔ دندهٔ خورشیدی یا سیاره‌ای

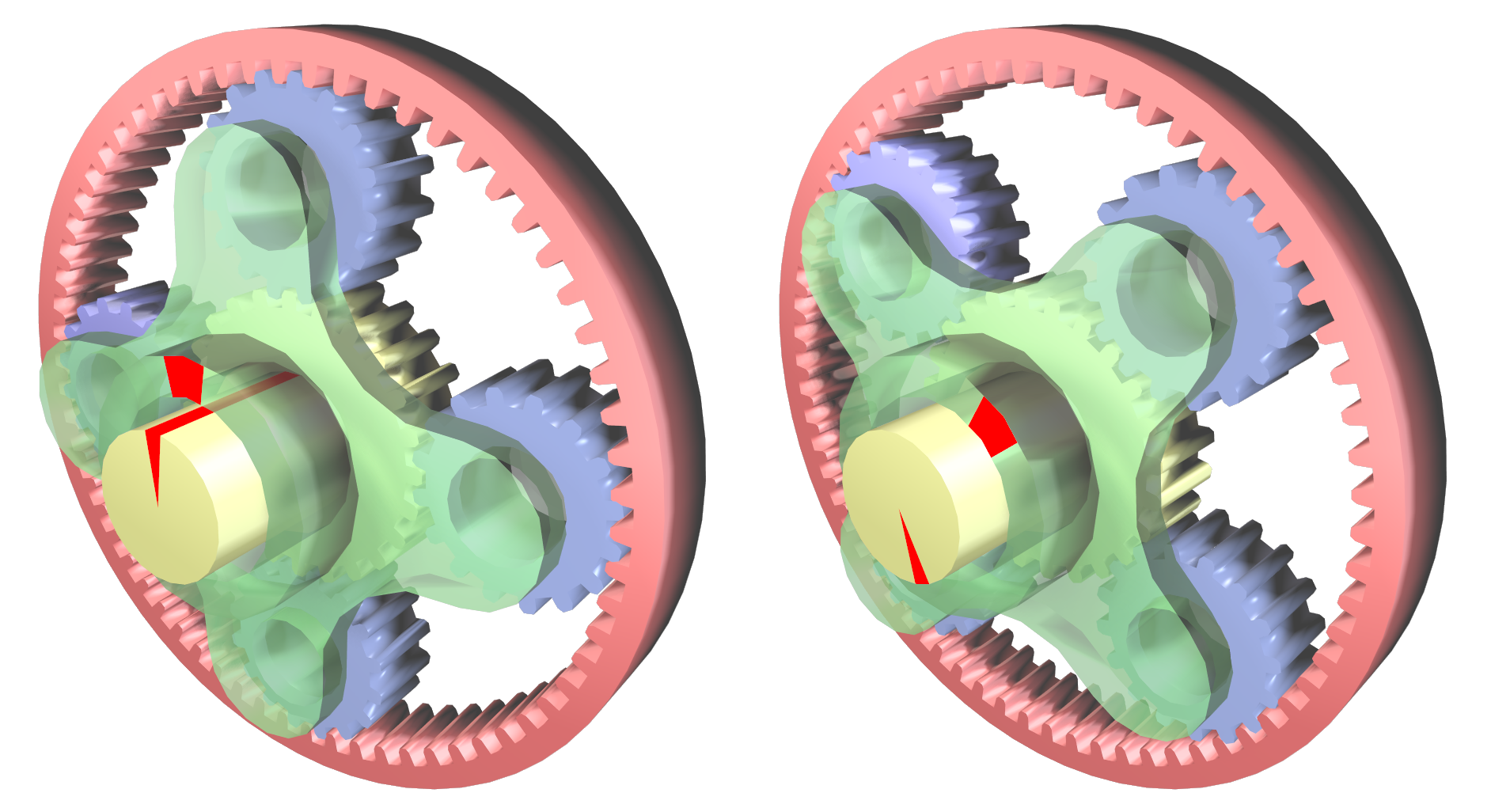
نمایی از مجموعهٔ سیاره‌ای (قسمت قرمز:رینگی، رنگ آبی: سیاره‌ای‌ها، رنگ سبز: قفسه، رنگ زرد: خورشیدی

در این قسمت از یک خورشیدی یک رینگی یک قفسه و تعدادی سیاره‌ای (بسته به نوع نیاز از ۳ عدد به بالا) استفاده شده‌است. طرز کار این مجموعه به این صورت است که با درگیری کلاچ چند صفحه‌ای قفل شدن رینگی خورشیدی و سیاره‌ای شروع به چرخش می‌کند و دور و گشتاور به شفت خروجی انتقال پیدا می‌کند. برای دنده‌های بعدی با درگیر کردن دیگر کلاچ‌های چندصفحه‌ای، نسبت دور و گشتاور تغییر می‌کند.

## مراقبت از جعبه‌دنده‌های خودکار خودرو
در صورت استفادهٔ صحیح و رعایت چند نکتهٔ مهم، می‌توان از هزینه‌های سرسام آور پیشگیری کرد و عمر طولانی گیربکس را تا دو برابر تضمین نمود:
1. از تعویض حالت گیربکس (P, R, N, D) در زمان حرکت خودداری کنید. عمل مکانیکی تعویض حالت‌های مختلف گیربکس اتوماتیک، با کمک تعدادی کلاچ و نوار قرارگرفته درون گیربکس صورت می‌گیرد. این کلاچ‌ها و نوارها دارای موادی هستند که با ایجاد اصطکاک، عمل تعویض حالت دنده را میسر می‌سازند. درصورتی‌که همواره پیش از تعویض حالت دنده، کاملاً به حالت سکون درآمده و ترمز را فشار دهید؛ بدون تردید با این مکانیسم، اتومبیل شما بیشتر عمر خواهد کرد.
2. در حالت خلاص (Neutral) رانندگی نکنید. خلاص کردن گیربکس اتوماتیک روی سراشیبی باعث کاهش مصرف سوخت خودروی شما نخواهد شد. خودروهای دنده اتوماتیک پیشرفته‌تر به اندازه‌ای هوشمند هستند که در سرازیری، سوخت‌رسانی را به موتور کم کرده و موجب کاهش در مصرف سوخت می‌شوند.
3. هرگز به بهانهٔ شتاب اولیهٔ بیشتر، در زمان گاز دادن حالت (Drive) را انتخاب نکنید. نگه داشتن پدال گاز در وضعیت خلاص و سپس انتخاب D برای راه افتادن می‌تواند خسارت و آسیب جبران‌ناپذیری به گیربکس اتوماتیک خودروی شما وارد نماید.
4. قبل از توقف کامل خودرو، حالت P (پارک) را درگیر نکنید. اکثر خودروهای گیربکس اتوماتیک جدید به شما اجازهٔ انتخاب وضعیت پارک را در حال حرکت نمی‌دهند.
5. عدم توجه به سرویس‌های دوره‌ای گیربکس اتوماتیک. عملکرد دنده‌های خورشیدی و مبدل گشتاور در گیربکس اتوماتیک با وجود روغن ارتباطی مستقیم دارند. اجزا و متعلقات داخلی گیربکس اتوماتیک در زمان استفاده به دمای بسیار بالایی می‌رسند و در صورت کافی نبودن روغن، عدم تعویض و ریختن روغن اشتباه؛ احتمال وارد شدن آسیب جدی به مکانیسم آن وجود دارد.

در حالت ایده‌آل بهتر است پس از هر ۵۰۰۰ کیلومتر کارکرد، میزان سطح روغن گیربکس اتوماتیک به وسیلهٔ گیج یا نشانهٔ روغن تعبیه شده بررسی شود و توصیه می‌شود برای خودروهای عام مورد استفادهٔ شهری روغن گیربکس اتوماتیک پس از هر ۲۴ ماه یا ۵۰ هزار کیلومتر (هرکدام زودتر اتفاق افتاد) تعویض شود.